# Amgoun
L'Amgoun (en russe : Амгу́нь) est une rivière du sud-est de la Sibérie, en Russie d'Asie. Cette rivière, longue de 723 km, est un affluent de rive gauche du fleuve Amour.

## Géographie
Son bassin, d'une superficie de 55 500 km2, se trouve sur le territoire du krai de Khabarovsk.
L'Amgoun est formé par la confluence des rivières Ayakit et Soudouk. Son principal affluent est la rivière Nimelen.
Le saumon de Sibérie (Hucho taimen), le saumon bossu (Oncorhynchus gorbuscha), l'esturgeon et la carpe fréquentent ses eaux.